# Décennie 1670 en architecture
| Années de l'architecture : 1667 - 1668 - 1669 - 1670 - 1671 - 1672 - 1673    |
| Décennies de l'architecture : 1640 - 1650 - 1660 - 1670 - 1680 - 1690 - 1700 |

Cet article présente les faits marquants de la décennie 1670 en architecture.

## Événements
- 24 février 1670 : édit portant établissement de l'hôtel des Invalides[1]
- 1670 : François d'Orbay devient premier architecte du roi de France. Il succède à Louis Le Vau à la direction du chantier du château de Versailles. Il est écarté en 1676 au profit de Jules Hardouin-Mansart mieux en cour[2].

- 31 décembre 1671 : inauguration de l’Académie royale d'architecture, dirigée par François Blondel[3].

- 22 octobre 1675 : Louis XIV nomme Jules Hardouin-Mansart architecte des Bâtiments du roi[4].
- 1676-1677 : Antoine Desgodets est envoyé à Rome par Colbert pour le compte de Louis XIV d'afin d'en mesurer et dessiner les monuments[5],[6].
- 21 septembre 1678 : consécration de l'église Saint-André du Quirinal à Rome, construite par Le Bernin[7].
- 1678 : la deuxième phase du développement du château de Versailles commence ; galerie des Glaces (1678-1684), ailes du nord (1685-1689) et du midi (1678-1682), chapelle (1699-1712)[8].

## Réalisations
- 1668-1676 : construction de l'église Saint-Pierre-et-Saint-Paul à Vilnius[9].
- 1669-1687 : construction du palais Černín de Prague, par Francesco Caratti[10].
- 1671-1673 : construction de la mosquée Badshahi par l'empereur moghol Aurangzeb à Lahore[11].
- 1671-1675 : construction d'une synagogue séfarade baroque à Amsterdam[12].
- 2 octobre 1672 : début de la construction du Castillo de San Marcos, une forteresse, en Floride, achevée en 1695[13].
- 1er octobre 1673 : construction du Kintai-kyō, un pont à Iwakuni au Japon. Il est détruit par une crue du fleuve Nishiki le 28 mai 1674 et immédiatement reconstruit[14].

### France
- 4 août 1670  : début de la construction de  l'arc de triomphe du faubourg Saint-Antoine place du Trône à Paris, par Claude Perrault, inachevé, détruit en 1716[15].
- 1670 : l'architecte de l'école lavalloise Pierre Corbineau construit le palais Saint-Georges à Rennes[16].
- 30 novembre 1671 : début de la construction de l'Hôtel des Invalides dessiné par Libéral Bruand ; les premiers invalides s'installent en octobre 1674[17].
- 1671 : reconstruction de la porte Saint-Antoine par François Blondel[18].
- 1671-1749 : chantier de la Vieille Charité de Marseille sur des plans de Pierre Puget[19].
- 1672 : François Blondel construit la Porte Saint-Denis à Paris[20].
- 1673-1676 : construction de l'hôtel de ville d'Arles sur les plans de Jacques Peitret, revus par Jules Hardouin-Mansart[21].
- 1674 : 
  - Jules Hardouin-Mansart réalise le château de Val[22].
  - Pierre Bullet construit la Porte Saint-Martin à Paris[20].
- 1674-1679 : conception de l’escalier des Ambassadeurs à Versailles par Louis Le Vau, décoré par Charles Le Brun[23].

- 1675-1680 : Jules Hardouin-Mansart réalise le château de Clagny[24].
- 1675-1683 : reconstruction du château de Dampierre par Jules Hardouin-Mansart[25].

- 1676-1706 : Jules Hardouin-Mansart réalise le dôme de l’église des Invalides à Paris[17].

- 1678-1682 : Jules Hardouin-Mansart construit l’aile du Midi du Palais de Versailles[8].
- 1678-1684 : Charles Le Brun conçoit la Galerie des Glaces au Château de Versailles[8].

### Îles Britanniques
- 1669-1672 : reconstruction de la porte du Temple Bar, monument de Londres, par Christopher Wren[26].
- 1671 : début de la construction de Weston Park dans le Staffordshire, en Angleterre, maison de campagne conçue par Elizabeth Wilbraham selon les principes du premier livre d'architecture d'Andrea Palladio[27].
- 1671-1673 : construction de St Mary-le-Bow, église de Londres par Christopher Wren[28].
- 1671-1677 : érection du mémorial au grand incendie de Londres dessiné par Christopher Wren et Robert Hooke[29].
- 1677-1679 : construction de l'église Saint-Stephen Walbrook à Londres par Christopher Wren[30].
- 1674-1676 : reconstruction de l'hôpital royal de Bethlem à Londres dessiné par Robert Hooke[31].
- 21 juin 1675 : pose de la première pierre de la cathédrale Saint-Paul de Londres ; ouverte au public en 1696, elle est terminée en 1710[32].
- 10 août 1675 : pose de la première pierre de l'observatoire royal de Greenwich, dessiné par Christopher Wren ; John Flamsteed y commence ses observations le 10 juillet 1676[33].
- 1675-1678 : l’architecte Hugh May remodèle le quartier supérieur du château de Windsor, agrandissant les appartements de la reine Catherine de Bragance, puis reconstruit la salle Saint-Georges (1680-1684)[34].
- 1676-1695 : Christopher Wren réalise la bibliothèque du Trinity College de Cambridge en Angleterre[35].
- 21 juin 1675 : l'architecte anglais Christopher Wren entreprend la reconstruction de la cathédrale Saint-Paul de Londres. Le chœur est ouvert au public le 2 décembre 1697 et les travaux sont achevés en 1710[36].

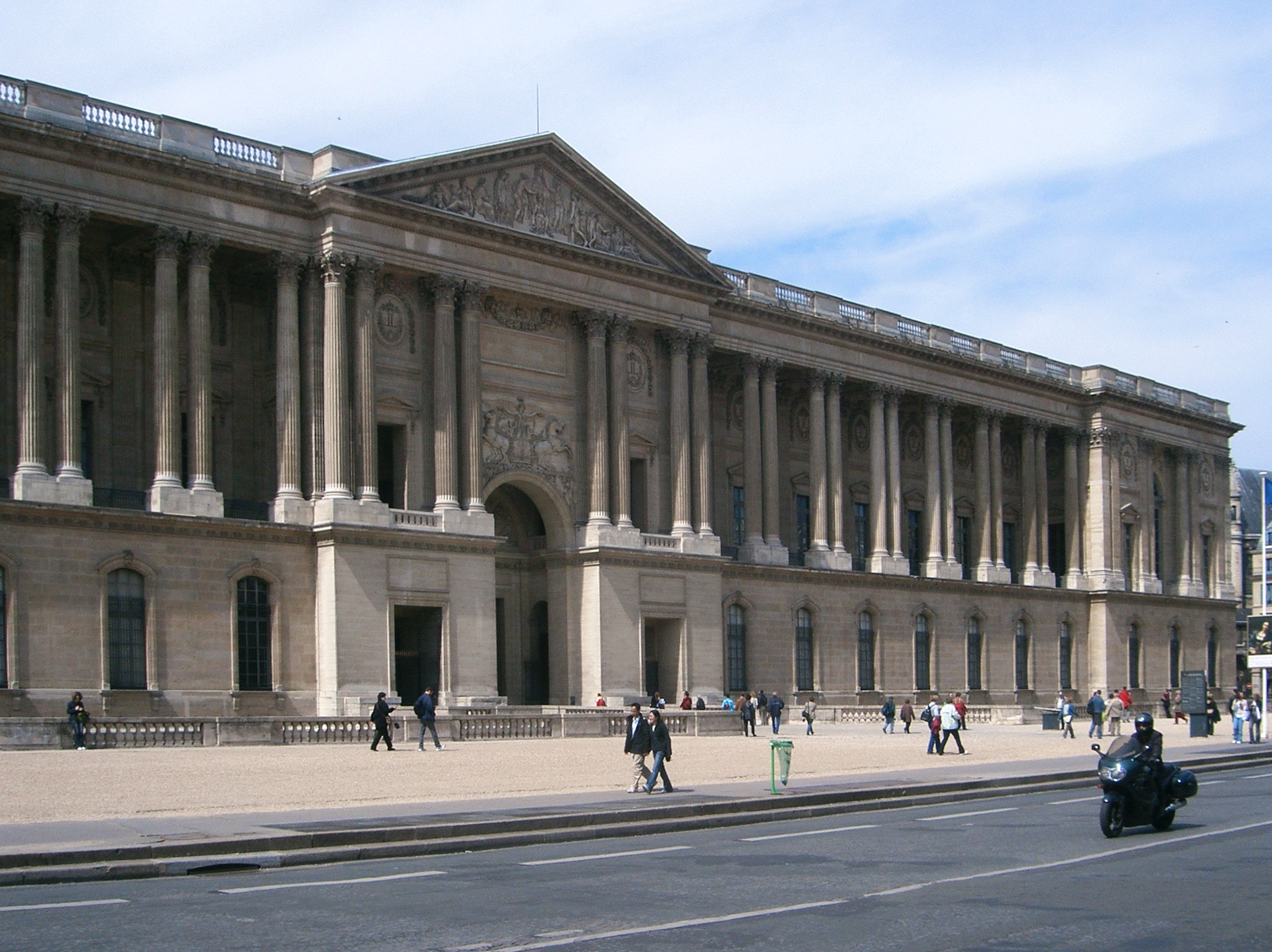
Les doubles colonnades du Louvre.
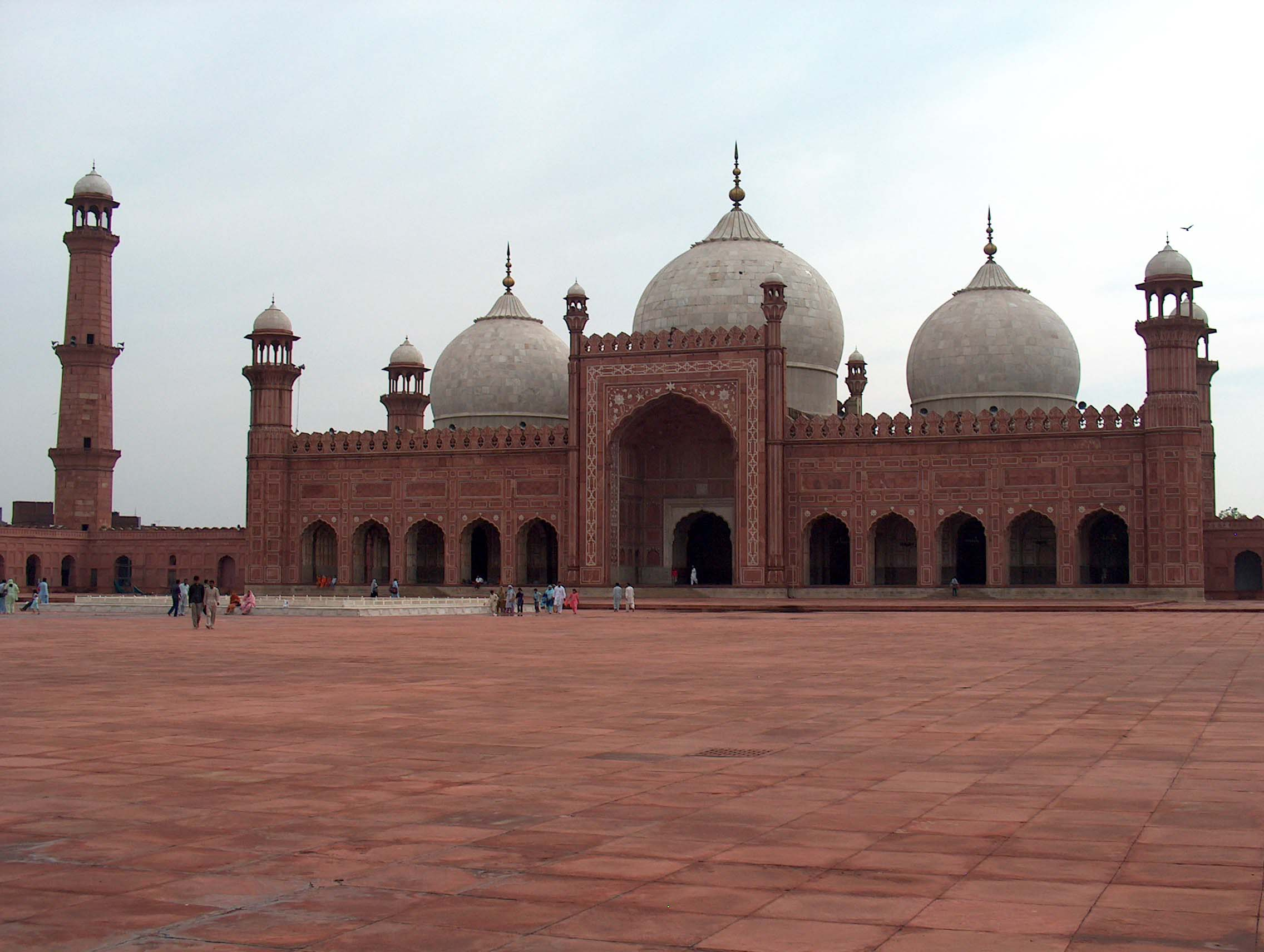
La Mosquée Royale à Lahore.
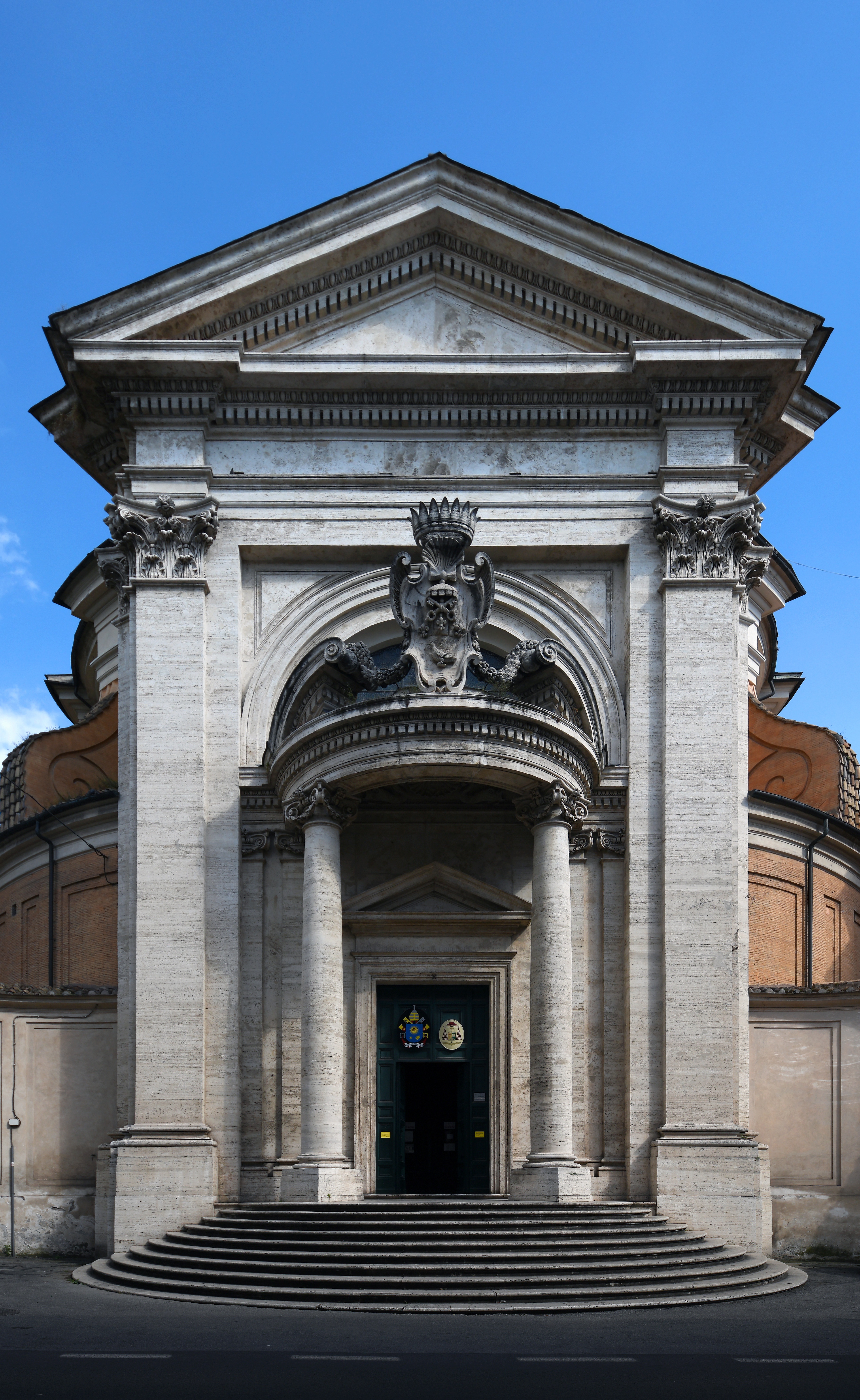
St-André du Quirinal.
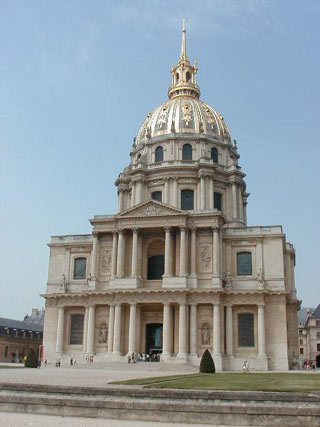
Dôme de l'Hôtel des Invalides.

## Publications
- 1672 : Giovanni Pietro Bellori publie Vite de' pittori, scultori e architecti moderni (Vies des peintres, sculpteurs et architectes modernes).
- 1673 : Claude Perrault traduit des textes de Vitruve sous le titre de Dix livres d’architecture de Vitruve .
- 1675 : 
  - Claude Perrault publie Ordonnances des cinq espèces de colonne à Paris .
  - François Blondel publie Cours d’architecture à Paris .

## Naissances
- 1670 : Carlo Francesco Dotti († 1759).
- 1670 : Johann Friedrich Ludwig († 1752).
- 1671 : Jean Courtonne († 1739), Maximilian von Welsch († 1745).
- 1672 : Francis Smith (en) († 1738).
- 1675 : Jean-Sylvain Cartaud († 1758).
- 1676 : Colen Campbell († 1729).
- 3 février 1677 : Jan Blažej Santini-Aichel († 1723).
- 1678 : Jean-Baptiste Franque († 1738).

- 7 mars 1678 : Filippo Juvarra († 21 janvier 1736).

## Décès
- 11 octobre 1670 : Louis Le Vau (° 1612).
- 24 octobre 1672 : John Webb (° 1611).
- 4 juillet 1676 : François Le Vau (° 1623).